# Yingdou Hu
Yingdou Hu är en sjö i Kina. Den ligger i provinsen Jiangsu, i den östra delen av landet, omkring 210 kilometer sydost om provinshuvudstaden Nanjing. Yingdou Hu ligger 2 meter över havet. Arean är 1,8 kvadratkilometer. I omgivningarna runt Yingdou Hu växer i huvudsak barrskog. Den sträcker sig 1,6 kilometer i nord-sydlig riktning, och 2,0 kilometer i öst-västlig riktning.
Genomsnittlig årsnederbörd är 1 712 millimeter. Den regnigaste månaden är juni, med i genomsnitt 277 mm nederbörd, och den torraste är november, med 65 mm nederbörd.